# Łomna (gmina)
Łomna – dawna gmina wiejska istniejąca w latach 1934–1939 w woj. lwowskim (dzisiejsze woj. podkarpackie/obwód lwowski) oraz 1941–1944 pod okupacją niemiecką. Siedzibą gminy była Łomna (obecnie wieś na Ukrainie).
Jedynie zachodnia część gminy znajduje się w granicach współczesnej Polski (Bystre, Lipie i Michniowiec oraz fragment Łopuszanki Lechniowej).

## Historia

### 1934–1939
Gmina zbiorowa Łomna została utworzona 1 sierpnia 1934 roku w powiecie turczańskim w woj. lwowskim z dotychczasowych jednostkowych gmin wiejskich: Bereżek, Boberka, Bystre, Chaszczów, Dniestrzyk Dębowy, Dniestrzyk Hołowiecki, Grąziowa, Lipie, Łomna, Łopuszanka Lechniowa, Michniowiec i Żukotyn. Gminy te przekształcono 17 września 1934 w 12 gromad (sołectw) gminy Łomna.

### 1939–1941
Po wybuchu II wojny światowej granica niemiecko-sowiecka przedzieliła gminę wzdłuż Sanu. Cała gminy Łomna przeszła pod okupację radziecką, gdzie została zniesiona  17 stycznia 1940, ajej obszar włączony do nowo utworzoncyh tam rejonów w obwodzie drohobyckim:
- strzyłeckiego (część północna: gromady  Bystre, Dniestrzyk Hołowiecki, Grąziowa, Lipie, Łopuszanka Lechniowa i Michniowiec),
- turczańskiego (część południowa: gromady Bereżek, Boberka, Chaszczów, Dniestrzyk Dębowy, Łomna i Żukotyn).

### 1941–1944
Rejony strzyłecki i turczański przestały istnieć wraz z wybuchem wojny niemiecko-radzieckiej 22 czerwca 1941. Jego tereny weszły w skład Landkreis Drohobycz dystryktu galicyjskiego Generalnego Gubernatorstwa. Tam gmina Łomna została odtworzona w oryginalnych granicach, zwiększona dodatkowo o trzy gromady (Gałówka, Mszaniec i Płoskie), należące przed wojną do gminy Ławrów, której nie odtworzono. W 1943 roku gmina Łomna liczyła 13.484 mieszkańców (270 w Bereżku, 1823 w Boberce, 521 w Rabem, 577 w Bystrem, 879 w Chaszczowie, 642 w Dniestrzyku Dębowym, 669 w Dniestrzyku Hołowieckim, 623 w Gałówce, 1188 w Grąziowej, 609 w Lipiu, 1794 w Łomnej, 628 w Łopuszance Lechniowej, 1072 w Michniowcu, 1180 w Mszańcu, 564 w Płoskiem i 966 w Żukotynie).

### 1944–1951
Latem 1944 przywrócono ponownie granicę na Sanie po zajęciu wschodnich terenów przez Armię Czerwoną, włączając ponownie cały obszar gminy Łomna do reaktywowanych 31 lipca 1944 rejonów strzyłeckiego i turczańskiego w ZSRR. Podział na gromady (rady wiejskie) między dwoma rejonami odtworzono jak w latach 1939–1941 (trzy gromady dawnej gminy Ławrów weszły w skład rejonu strzyłeckiego).

### Po 1951
10 grudnia 1951 w powiecie strzyłeckim zniesiono trzy rady wiejskie:
- rada wiejska Bystre (Бистренська сільська рада) – wieś Bystre (Бистре);
- rada wiejska Lipie (Лип'єцька сільська рада) – wieś Lipie (Лип'є);
- rada wiejska Michniowiec (Михновецька сільська рада) – wieś Michniowiec (Михновець).

Przyczyną tego było włączenie tej części rejonu strzyłeckiego do Polski w ramach umowy o zmianie granic z 15 lutego 1951, w zamian za Sokalszczyznę. Fragment ten odpowiadał zachodniej części przedwojennej gminy Łomna. Obszary te weszły w skład reaktywowanej gminy Czarna w Polce, w nowo utworzonym powiecie ustrzyckim w woj. rzeszowskim, gdzie zostały przekształcone w gromady Bystre, Lipie i Michniowiec.
Uformowanie granicy państwowej o kształcie linii prostej na tym odcinku spowodowało serię utrudnień zarówno w Polsce jak i ZSRR. W całości w granicach Polski znalazł się tylko dotychczasowy sielsowiet Lipie oraz prawie cały sielsowiet Bystre, oprócz południowo-wschodniego fragmentu, który zintegrowano z sielsowietem Mszaniec w ZSRR. Ponadto w granicach Polski znalazała się spora, zachodnia część sielsowietu Mszaniec (zintegrowano ją częściowo z Bystrem i częściowo z Bandrowem Narodowym w Polsce) oraz południowo-zachodnia część sielsowietu Łopuszanka (zintegrowano ją z Michniowcem z Polsce). Ponadto spora, północno-wschodnia część sielsowietu Michniowiec (około jedna trzecia) pozostała także w ZSRR, gdzie została zintegrowana z sielsowietem Łopuszanka w rejonie strzyłeckim w obwodzie drohobyckim. Włączenie zachodniej części dawnej gminy Łomna do Polski przecięło niefortunnie historycznie uwarunkowane ciągi komunikacyjne w tym regionie; szczególnie włączenie Michniowca do Polski odcięło jedyne połączenie drogowe Łopuszanki ze Strzyłkami (siedzibą rejonu), przez co Łopuszcance pozostało tylko południowe połączenie z Chaszczowem w rejonie turczańskim w tymże obwodzie. Spowodowało to z kolei konieczność włączenia Łopuszanki do rejonu turczańskiego, do czego doszło 10 grudnia 1951.